# Бої за Карантан

Карта бойових дій

Бої за Карантан (англ. Battle of Carentan) — серія боїв, що мала місце 10 — 14 червня 1944 між частинами американських повітряно-десантних військ та військами Вермахту за оволодіння містом Карантан під час Другої світової війни в північно-західній Франції.